# Robert Noorduyn

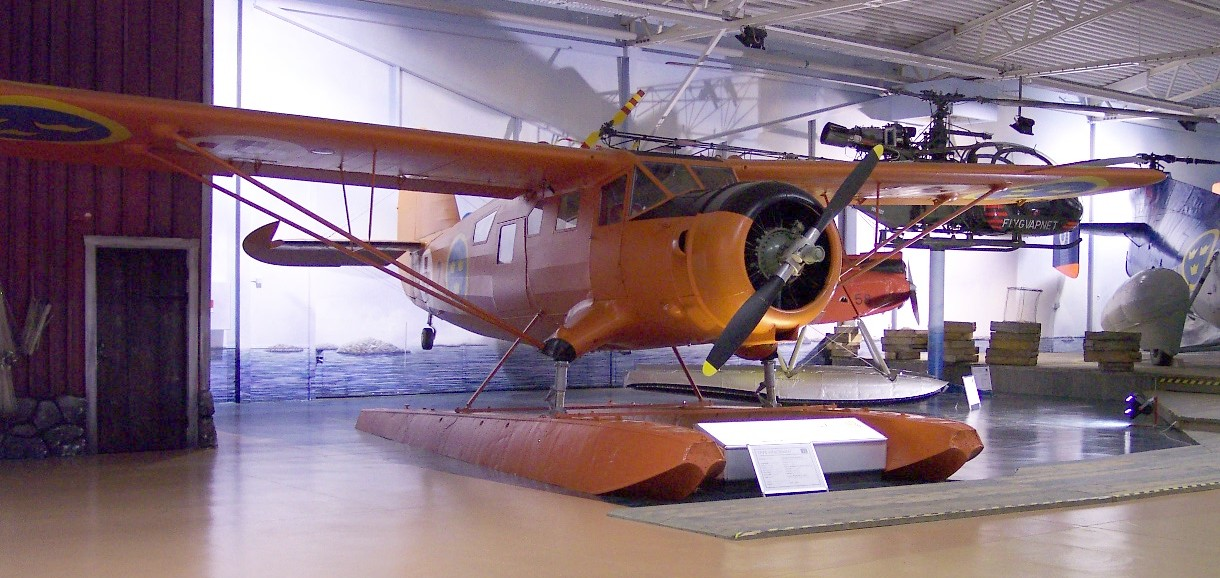
Noorduyn UC-64A Norseman Mk.VI van de Zweedse luchtmacht, opgesteld in het Zweedse Luchtmachtmuseum (Flygvapenmuseum). De Zweedse luchtmacht kocht in 1949 vier Norsemans als ambulancevliegtuig.

Robert Bernard Cornelis Noorduyn (Nijmegen, 6 april 1893 – South Burlington, (Vermont, Verenigde Staten), 22 februari 1959) was een bouwer en ontwikkelaar van diverse vliegtuigen.

## Biografie
op 6 april 1893 werd Robert Bernard Cornelis Noorduyn geboren. Hij was de zoon van de Nederlander Bernardus Noorduyn en diens Engelse echtgenote Harriet Ellen Churchill.
Bob Noorduyn kreeg een technische opleiding in zowel Nederland als Duitsland. Na zijn afronding van de studie, ging hij in 1913 naar het Verenigd Koninkrijk. Hij ontwikkelde hier een fascinatie voor het vliegen nadat hij op een Caudron G II leerde vliegen. Hij werd door de Britse vliegtuigbouwer Sopwith Aviation Company als technisch tekenaar aangenomen.
Sinds 1917 was hij samen met een andere Nederlander, Frits Koolhoven chef-tekenaar van de British Aerial Transport Company, die hij in 1919 verliet om voor Anthony Fokker in Nederland te gaan werken. Omdat Fokker in de Verenigde Staten wilde uitbreiden, ging Noorduyn in 1921 naar Teterboro (New Jersey) om daar als bedrijfsleider van Fokker USA te gaan werken. Hij ontwikkelde de Fokker Universal, waarvan veel exemplaren naar Canada werden geëxporteerd om te helpen bij de opbouw en de bewoning van Noord-Canada. Ook verbouwde Anthony Fokker de eenmotorige Fokker F.VII tot een driemotorig toestel op instigatie van Noorduijn.
In het begin van 1929 vertrok hij naar vliegtuigfabrikant Bellanca in Wilmington (Delaware), waar hij de Skyrocket ontwierp. Dit toestel was een doorontwikkeling van de Bellanca Pacemaker, die eveneens veelvuldig in Noord-Canada werd gebruikt. In 1932 ontwikkelde hij voor Pitcairn Autogiro de eerste vierpersoons autogiro met cabine.
In de herfst van 1934 besloot Noorduyn voor zichzelf te beginnen en richtte hij Noorduyn Aviation op. Hij kocht een voormalige fabriek van Curtiss-Reid buiten Montreal. Hier combineerde hij zijn ervaringen die hij bij zowel Fokker als Bellanca had opgedaan. Dit alles leidde tot de Noorduyn Norseman.
Het eerste toestel was de Norseman I. Het was een veelzijdig vliegtuig voor het vervoer van passagiers en vracht en geschikt om gebruik te maken van moeilijke start- en landingsomstandigheden op land, water of ijs. De eerste vlucht werd gemaakt op 14 november 1935 met een Wright motor van 420 pk. In 1936 kwam het toestel, als Norseman II, in productie maar als snel werd duidelijk dat het motorvermogen onvoldoende was. De Norseman IV kreeg een Pratt & Whitney motor van 550 pk. Dit toestel vloog op 5 november 1936 voor het eerst en deze versie werd een groot succes. Dit toestel is tijdens de Tweede Wereldoorlog gebruikt als verbindings- en lesvliegtuig. De Noorduyn Norseman is vooral in Canada ingezet om piloten op te leiden die gingen vechten bij de Britse Royal Air Force of andere luchtmachten van het Brits Gemenebest. Ook bouwde hij in licentie de  North American Harvard, een opleidingsvliegtuig. 
Noorduyn overleed thuis op 65-jarige leeftijd.